# Hadiza Moussa Gros
Hadiza Moussa Gros (25 de diciembre de 1960 (64 años) también Lady Gros, es una política nigerina quién ha servido como Presidenta del Tribunal Supremo de Justicia, desde diciembre de 2011.

## Educación y vida tempranas
Moussa Gros nació en Niamey en 1960. Estudió administración empresarial en un colegio privado en Lyon.

## Carrera
Fue elegida como miembro de la Asamblea Nacional por el Movimiento Nacional para el Desarrollo de la Sociedad. Y, fue expulsada del partido el 26 de abril de 2009 junto con cuatro otros diputados quienes apoyaban a Hama Amadou.
Moussa Gros fue reelegida a la Asamblea Nacional representando al Nigerino Movimiento Democrático para una Federación Africana en enero de 2011. Ocupó una banca de diputada del Comité Económico y de Planificación.
El 20 de diciembre de 2011, Moussa Gros fue nombrada Presidenta del Tribunal Supremo de Justice, la primera mujer en acceder al alto cargo.